# Master of Puppets
Master of Puppets je treći studijski album treš metal benda Metalika, izdat 3. marta 1986. pod izdavačkom kućom Elektra.
Smatra se "klasikom" treš metala, kao i jednim od najboljih hevi metal albuma svih vremena. To je bio ujedno i zadnji album Metalike snimljen sa basistom Klifom Bertonom pre njegove tragične smrti u saobraćajnoj nesreći. 

## Popis pesama
1. – 5:13 (Džejms Hetfild, Lars Ulrih)
2. – 8:36 (Džejms Hetfild, Lars Ulrih, Klif Berton, Kirk Hamet)
3. – 6:37 (Džejms Hetfild, Lars Ulrih, Klif Berton, Kirk Hamet)
4. – 6:28 (Džejms Hetfild, Lars Ulrih, Kirk Hamet)
5. – 8:17 (Džejms Hetfild, Lars Ulrih, Kirk Hamet)
6. – 5:41 (Džejms Hetfild, Lars Ulrih)
7. – 8:28 (Džejms Hetfild, Klif Berton, Lars Ulrih)
8. – 5:30 (Džejms Hetfild, Lars Ulrih, Klif Berton, Kirk Hamet)

## Postava benda
- Džejms Hetfild — vokal, ritam gitara
- Kirk Hamet — gitara
- Klif Barton — bas-gitara, prateći vokal
- Lars Ulrih — bubnjevi, udaraljke